# 베이다이허구

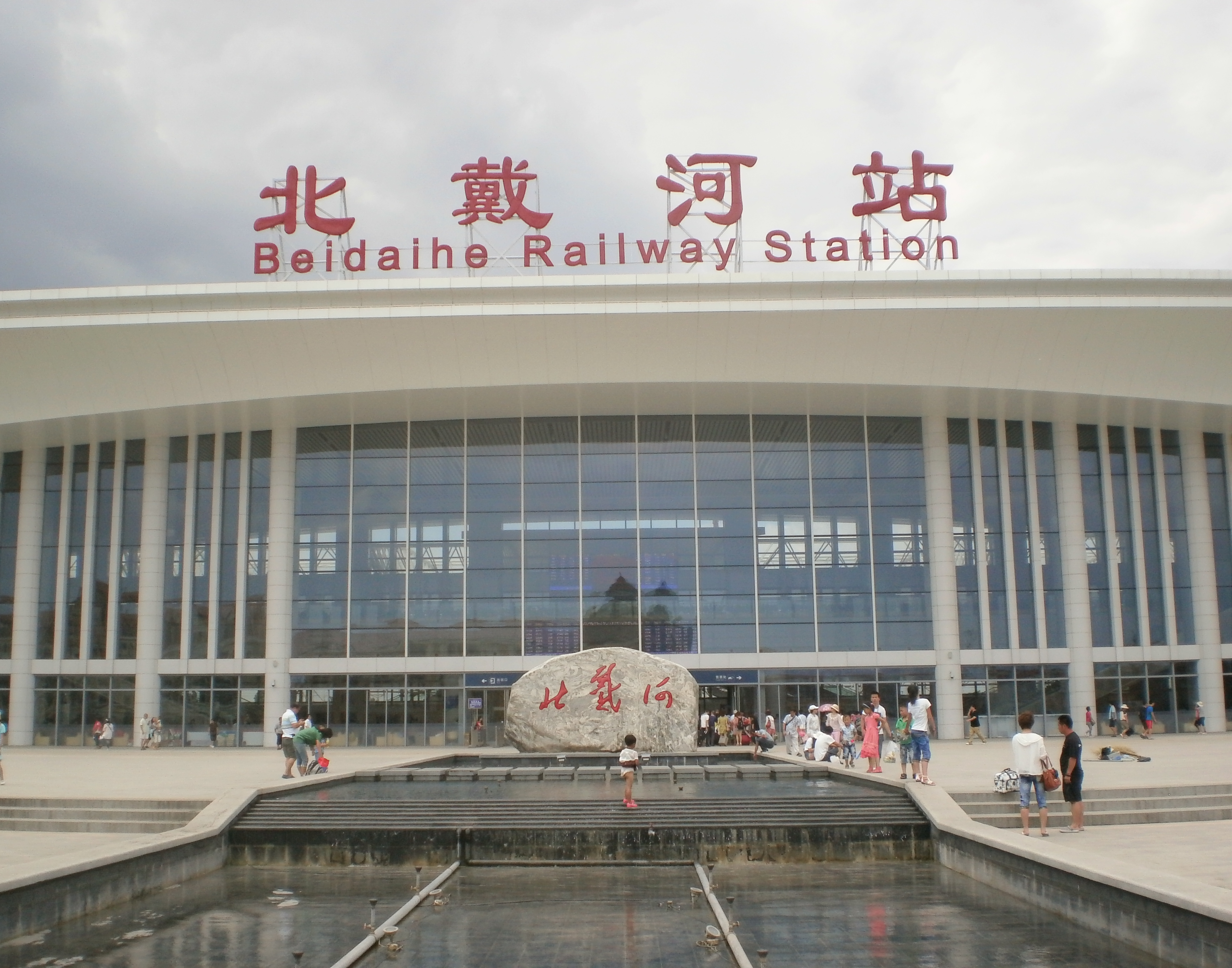
기차역

베이다이허구(중국어 간체자: 北戴河区, 정체자: 北戴河區, 병음: Bĕidàihé, 한자음: 북대하)는 중화인민공화국 허베이성 친황다오시에 있는 시할구이다. 보하이만에 접한 유명한 해변 휴양지이며, 베이징에서 동쪽으로 280 km 떨어진 곳에 위치하고 있어, 비교적 부담없이 방문할 수 있는 관광지이다.

## 개요
북대하는 온난한 대륙성 기후이지만 바다의 상태에 따라 해양성 기후의 특성도 겸비한다. 구역의 70%는 삼림에 덮여 있으며, 여름의 평균 기온은 24.5°C 정도이므로 유명한 해변 피서지가 되었다. 연평균 기온은 10°C, 연평균 강수량은 700mm이다.
북대하의 풍경이 맑고 아름다워 널리 알려졌다. 가늘고, 부드러운 모래로 깔린 해변은 대하 하구에서 동쪽으로 뻗어 별장지 거리의 끝에 있는 〈거즈우〉(Geziwo)에 있는 《잉쟈오정》(鷹角亭, Yingjiao Pavilion)까지 10 km에 걸쳐서 펼쳐져 있다. 거즈우(鴿子窩)는 보하이 만의 일출을 보는 명소로 알려져 있다. 해변의 뒷 편에는 두 개의 정상에 많은 소나무나 삼림에 덮인 산이 있다. 풍부한 초록, 동굴, 아름답게 장식된 누각, 마을 떨어진 샛길이나 많은 다리가 산의 여기저기에 있어, 중국 각지로부터의 관광객에게 인기가 많은 지역이다.
베이다이허 조류보호구는 해변과는 반대 쪽 마을의 동쪽 해변에 펼쳐져 있으며, 버드워칭의 명소가 되고 있다. 북대하 동쪽의 해변은 얕은 여울에 동아시아에서도 중요한 철새의 중간 도래지이며, 매년 많은 학 등의 철새가 시베리아에서 남쪽으로 건너는데 여기를 통과해 간다. 북대하의 조류 표지 조사소는 조류에 밴딩 등을 감아 조류를 관측하는 중국 내 최다의 밴딩을 실시하고 있는 조사소이다. 또 근처에는 금산각(金山嘴)에는 진나라 대의 건축 유적지나 많은 고분 등 문화재도 분포하고 있다.

## 행정 구역
2개 가도, 2개 진을 관할한다.
- 가도: 西山街道, 东山街道
- 진: 海滨镇, 戴河镇

## 같이 보기
- 루산